# 小柳津政雄
小柳津 政雄（こやいづ まさお、1895年（明治28年）7月22日 - 1971年（昭和46年）10月21日）は、大日本帝国陸軍軍人。最終階級は陸軍中将。

## 経歴
1895年（明治28年）に東京府で生まれた。陸軍士官学校第28期卒業。1923年（大正12年）3月に陸軍派遣学生として東京帝国大学理学部化学科を卒業した。1938年（昭和13年）7月15日に陸軍砲兵大佐進級と同時に陸軍技術本部部員に着任。1939年（昭和14年）3月9日に陸軍科学研究所所員に転じ、5月20日に北支那方面軍司令部附となり、11月1日に関東軍化学部長に就任した。
1940年（昭和15年）12月に陸軍科学研究所第2部長に転じ、1941年（昭和16年）6月15日に陸軍技術本部研究所所員に就任し、10月15日に陸軍少将に進級した。1942年（昭和17年）10月に第6陸軍技術研究所長に就任し、1945年（昭和20年）4月30日に陸軍中将に進級。同年7月28日に近畿軍需監理部長に転じ終戦を迎えた。
1947年（昭和22年）11月28日、公職追放仮指定を受けた。